# Bătălia din Bataan
Bătălia din Bataan (în tagalog Labanan sa Bataan; 7 ianuarie – 9 aprilie 1942) a fost o luptă dată de Statele Unite și Commonwealthul Filipinelor împotriva Japoniei în timpul celui de-Al Doilea Război Mondial. Bătălia a reprezentat cea mai intensă fază a invaziei japoneze din Filipine în timpul celui de-al Doilea Război Mondial. În ianuarie 1942, forțele Armatei și Marinei Imperiale Japoneze au invadat Luzon împreună cu mai multe insule din Arhipelagul Filipine, după bombardarea bazei navale americane de la Pearl Harbor.

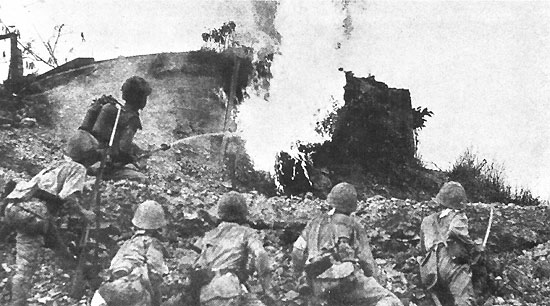

Bătălia a durat 3 luni și 2 zile și s-a încheiat cu victoria Japoniei și marșul morții din Bataan a celor cca. 76 de mii de prizonieri.